# Col Visentin
Pour les articles homonymes, voir Visentin.
Le Col Visentin est une montagne qui s'élève à 1 763 m d'altitude dans les Préalpes carniques, dans la région de Vénétie en Italie.